# Foveolaria orbicularis
Foveolaria orbicularis är en mossdjursart som beskrevs av Busk 1884. Foveolaria orbicularis ingår i släktet Foveolaria och familjen Foveolariidae. Inga underarter finns listade i Catalogue of Life.